# Lâu đài ở Bydlin
Lâu đài ở Bydlin (tiếng Ba Lan: Zamek w Bydlinie) là một tàn tích của lâu đài ở vùng cao Kraków-Częstochowa, thuộc địa phận làng Bydlin, xã Klucze, huyện Olkuski, tỉnh Małopolskie, Ba Lan.

## Lịch sử
Văn bản lâu đời nhất đề cập đến lâu đài có niên đại vào cuối thế kỷ 14. Lâu đài đảm nhiệm chức năng pháo đài phòng thủ trong khoảng hai trăm năm. Chủ sở hữu ban đầu của lâu đài là con trai của Niemierza, người gốc Gołcza. Trước thế kỷ 16, lâu đài có khoảng 20 chủ sở hữu. Sau khi thuộc sở hữu của gia đình Boner, lâu đài trở thành tài sản của gia đình Firlej. Vào đầu thế kỷ 16, gia đình Firlej đã tái thiết các bức tường của lâu đài thành một nhà thờ. Nhà thờ này bị người Thụy Điển đến Częstochowa phá hủy trong sự kiện Đại hồng thủy. Vài thập niên sau, nhà thờ được gia đình Męciński xây dựng lại. Vào cuối thế kỷ 18, lâu đài dần rơi vào cảnh hoang tàn.
Những khám phá từ cuộc nghiên cứu khảo cổ học do Błażej Muzolf thực hiện vào năm 1989 cho phép tòa nhà được xếp vào loại lâu đài. Một lượng đáng kể đồ gốm, gạch lát, bát, nồi, và một số thứ khác đã được khai quật. Các công việc cải tạo lâu đài được thực hiện trong năm 2012.